# واحة الراهب
واحة الراهب (ولدت 27 أبريل 1964 م)، مخرجة وكاتبة وممثلة وفنانة تشكيلية سورية، ومعارضة سياسية لنظام حزب البعث والرئيس بشار الأسد. ولدت في القاهرة بمصر، وأثبتت مكانتها في ساحة الإخراج في السينما السورية. زوجها المخرج مأمون البني، وعمُّها الأديب الروائي هاني الراهب.  

## رؤى حالمة
من أهم أفلامها رؤى حالمة وهو من تأليفها وإخراجها. وقد نال الجائزة البرونزية في مهرجان بيونغ يانغ الكوري وشارك خلال عام 2007 في مهرجان الأفلام العالمية في اليابان والذي أقيم في مدينة فوكوكا. مؤسسة السينما السورية لم تمنح الموافقة على إنتاجه إلا بعد أربع سنوات من تقديمه للموافقة.

## أعمال وجوائز
أخرجت قبل ذلك عدة مسلسلات وسهرات تلفزيونية منها جَدّي ونالت عليه عدة جوائز كما أخرجت الخرزة الزرقاء الذي نال الجائزة الفضية في مهرجان القاهرة للإذاعة والتلفزيون. وكذلك نال عملها حقيبة لرأس السنة الجائزة الفضية في مهرجان القاهرة للإذاعة والتلفزيون للعام الذي يليه. وقد نال عملها السينمائي القصير منفى اختياري الجائزة الفضية في مهرجان قليبة عام 1987.

## كتاباتها الروائية وموقفها منالثورة السورية
«مذكرات روح منحوسة» (2017)، عملها الروائي الأول، وهي رواية سياسية تؤكد الكاتبة بها انتصار إنسانية السوريين جميعاً في مواجهة الاستبداد والقمع والظلم والقتل المعمم والتهجير. فالكاتبة واحة الراهب تنتمي للثورة السورية ووقفت منذ بدء الربيع السوري مع مطالب الشعب بالحرية والكرامة والعدالة والديمقراطية وإسقاط الاستبداد.
«الجنون طليقاً» (2019).
«حاجز لكفن» (2020).

### مؤلفات أخرى
«صورة المرأة في السينما السوريّة» (2000).

## روابط خارجية
- واحة الراهب على موقع قاعدة بيانات الأفلام العربية